# Tranoses perangulata
Tranoses perangulata är en fjärilsart som beskrevs av George Francis Hampson 1918. Tranoses perangulata ingår i släktet Tranoses och familjen nattflyn. Inga underarter finns listade i Catalogue of Life.